# La nuit, tous les chats sont gris
Pour plus de détails, voir Fiche technique et Distribution.
La nuit, tous les chats sont gris est un film français de Gérard Zingg sorti en 1977.

## Synopsis
Charles Watson raconte à Lily, sa nièce de dix ans, une histoire dont le personnage est Philibert, un mauvais garçon. Lily veut rencontrer ce dernier et se perd dans un monde où se mêlent la fiction et la réalité. Son oncle croit quant à lui, posséder des dons littéraires et aimer vivre dans le plus grand des conforts.

## Fiche technique
- Réalisation : Gérard Zingg
- Scénario : Gérard Zingg et Philippe Dumarçay
- Musique : Jean-Claude Vannier
- Décors: Jean-Pierre Kohut-Svelko
- Montage : Hélène Viard
- Casting : Margot Capelier
- Distributeur : Accatone Distribution
- Production : FR3, Prodis et Sam Films
- Producteur : Pierre Hanin
- Pays :  France
- Genre : comédie dramatique
- Durée : 124 min
- Date de sortie en salle : 23 novembre 1977 France

## Distribution
- Gérard Depardieu : Philibert Larcher
- Robert Stephens : Charles Watson
- Tsilla Chelton : Mme Banalesco
- Laura Betti : Jacqueline
- Charlotte Crow : Lily
- Albert Simono : Gaston, dit "Gastounet"
- Virginie Thévenet : Jeannette
- Dominique Laffin : la vendeuse
- Raoul Delfosse : le chauve
- Ann Zacharias : La chatte blanche
- Gabriel Jabbour : M. Banalesco
- Irina Grjebina : La beauté fanée
- Lily Fayol : La veuve joyeuse
- Jean Lemaître : M. Chatin
- Roger Muni : Le barman
- Gérard Hernandez : Le patron du bistrot
- Delvin Sandoz : L'enfant
- Fernand Berset : L'animateur
- Jacques Chailleux : Le peintre
- Julien Verdier : Le sexagénaire
- Yves Peneau : L'employé de l'opéra
- Roger Schwartz : Le contrôleur
- Rudy Lenoir : Le chauffeur de taxi
- Michel Pilorgé : Nanard
- Jean Luisi : Le garçon du wagon-restaurant
- Madeleine Bouchez : La vieille dame du train
- Raoul Guylad : Le policier de l'opéra
- Jean-Pierre Lorrain : Le barman
- Raymonde Vattier : L'ouvreuse
- Lyle Joyce